# Georges Guillain (poète)
Pour les articles homonymes, voir Guillain et Georges Guillain.
Georges Guillain est un poète français né le 31 janvier 1947 à Boulogne-sur-Mer.

## Biographie
Chargé de mission à la Direction académique des arts et de la culture de Lille, il a formé de nombreux enseignants à l’accueil des écrivains, à la réflexion sur l’écriture et fondé le prix des Découvreurs en 1997 à l’intention des lycéens et des collégiens de troisième. Ce prix est inscrit au Bulletin officiel de l’Éducation nationale dont l’objectif est de faire connaître au public scolaire les principaux poètes vivants ainsi que le monde extrêmement divers de l’édition de poésie. Le Prix des Découvreurs, est devenu en 2000 un prix national. Georges Guillain est également critique à la Quinzaine littéraire où il a signé des articles sur des poètes aussi divers que Franck Venaille, Pierre Alferi, James Sacré ou le poète américain William S. Merwin, en passant par Henri Michaux et Louis Aragon.
Professeur de lettres au lycée Edouard Branly de Boulogne Sur Mer, désormais à la retraite, il anime aujourd'hui diverses lectures publiques : Bruxelles (Théâtre-Poème), Paris (Galerie Herzog, SGDL, Arboretum), 24 heures du Livre du Mans, Salon du livre de Caen, Lodève, Nantes, Lille, Rennes, Clermont-Ferrand, etc. Il dirige également des animations, des rencontres, des ateliers d’écriture ainsi que l'Association "les Découvreurs" à travers de nombreuses rencontres notamment en milieu scolaire et un blog consacré en particulier à la présentation de l'actualité poétique. 
Inspirée en particulier par les études modernes sur le paysage sa poésie fait comprendre que si la langue est pour chacun un « pays », un héritage culturel collectif, le poème reconfigure à sa façon cette langue par ses rythmes, ses modulations, ses figures, déportant ainsi les représentations du lecteur qui l’établit à son tour en paysage singulier. Cette opération remet à sa place centrale le lecteur, envisagé dès lors non plus comme « sujet » de la langue (perspective scolaire) mais comme « Sujet » à part entière dans la langue.

## Ouvrages principaux
- Compris dans le paysage (Potentille, 2010) est inspiré par la découverte du camp de concentration nazi du Struthof établi par les Allemands dans la petite montagne vosgienne[4].
- Avec la terre, au bout (Atelier La Feugraie, 2011) continue de creuser la question de notre difficile présence au monde. Et du juste usage des mots nécessaires à la dire. Les cinq parties qui composent le livre dessinent comme un itinéraire partant du sentiment premier d’une sorte de dispersion ou de réinvention perpétuelle de soi dans l’écriture, pour s’accomplir dans l’affirmation d’une unité retrouvée dans le présent d’un monde accepté comme il est, non plus hostile et froid, mais d’une force égale, ne réclamant rien de nous. Qu’une approche impalpable sans mots.
- Parmi tout ce qui renverse (Le Castor Astral, 2017), prolonge la phrase impulsée dans les 2 ouvrages précédents en évoquant l'histoire d'un poète d'aujourd'hui qui conscient de toutes les pesanteurs et des impuissances qui le limitent, finit par trouver dans la faculté de s’éprouver simplement vivant, au cœur d’un monde ouvert par la parole, une forme d’acceptation heureuse de sa condition.

## Commentaires critiques

### Avec la terre, au bout
« On y trouve l'intelligence de qui a su intégrer le questionnement des années 70 (contre un sujet maître de lui et un langage adapté aux tâches qu'il lui confiait) mais a su résister aux réponses données et donc à ne pas se perdre dans un académisme qui est venu compléter les poncifs du lyrisme naïf et de la poésie descriptive. On y retrouve la prise en compte des sensations de la vie immergée dans les étendues plates du Nord, la conscience de la dissymétrie qui sépare le masculin du féminin, et ce goût de la touche prosaïque (voire vulgaire) qui apporte sa dissonance. » (Gérard Noiret, La Quinzaine littéraire, 16-30 juin 2011).

### Compris dans le paysage
« Sans grandiloquence ni pathos, l’auteur parvient à se tenir sur le fil d’une expérience qui mêle l’horreur du passé à l’apparente douceur d’aujourd’hui, à travers un texte où le paysage est justement compris, c’est-à-dire rendu sensible dans toute son ambivalence. » (Bruno Fern, remue.net).

### Parmi tout ce qui renverse
« On ne comprend pas d’emblée, et ce mystère retient le titre de ce recueil qui comporte deux parties. Mais on se perd dans les multiples sens qu’il engendre [...]. Georges Guillain nous dit son attention, au monde, ce qu’il en éprouve, nous sommes enfin reliés au monde, nous sommes « parmi » et non pas hors du monde, dans les mots aussi, et pas seulement. » (Camille Loivier,  poezibao.typepad.com )